# Hildegard Lehnert

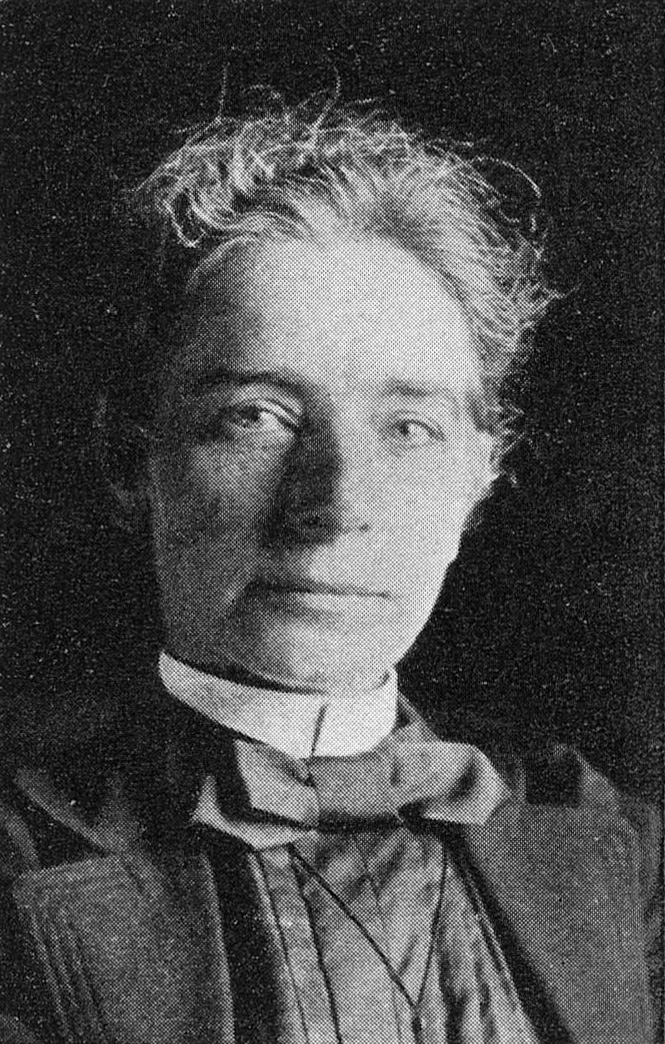
Hildegard Lehnert

Rose Gertrud Hildegard Lehnert (geboren 6. Januar 1857 in Berlin; gestorben 8. Juli 1943 ebenda) war eine deutsche Malerin, Fotografin, Autorin und Schulleiterin.

## Leben

### Familie
Hildegard Lehnert war eine Tochter des preußischen Geheimen Justizrats und Universitätsrichters Gustav Carl Friedrich Lehnert (1811–1882) und seiner dritten Ehefrau Emma Brandt, die die Tochter eines der bedeutendsten Medailleure des 19. Jahrhunderts, Henri François Brandt, aus dem schweizerischen Neuchâtel war. Der Bruder ihres Vaters war der Jurist Hermann Lehnert, der Bruder ihrer Mutter der Maler Otto Brandt.
Sie wuchs in einer großbürgerlichen, künstlerischen und kosmopolitischen Umgebung auf. Sie beschrieb das Haus ihres Großvaters als „künstlerisch ausgestattet“, gemütlich, voller wertvoller Gemälde von Breughel, Teniers und anderer Künstler und Großeltern, deren Umgangssprache Französisch war. Man ging ins Theater und empfing in- und ausländische Gäste.

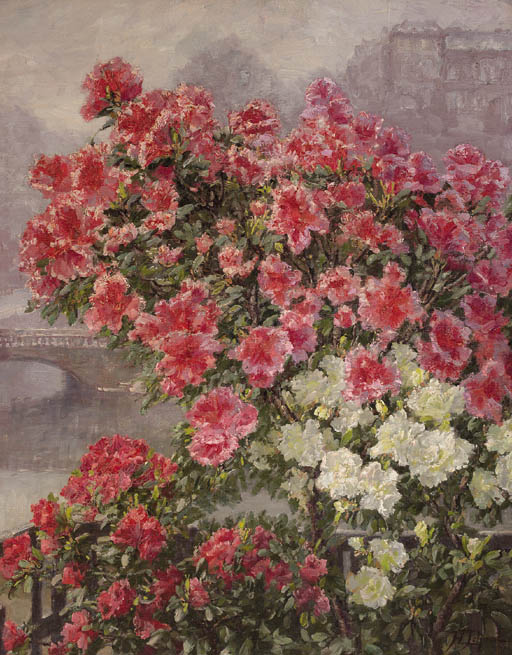
Blühende Azaleen an der Seine in Paris von Hildegard Lehnert, um 1890

### Leben und Arbeit
Hildegard Lehnert studierte anfangs Musik, wechselte dann aber zur Kunst, insbesondere zur Malerei. Sie trat ins Damenatelier des Malers Karl Gussow (1843–1907) ein und arbeitete mit Anni Hopf, Ottilie W. Roederstein, Helene von Menshausen, Susanne von Nathusius sowie Sabine Lepsius und Clara von Rappard zusammen, die alle bei Karl Gussow lernten. Auch Clara Lobedan lernte dort und unterrichtete später selbst. Hildegard Lehnert betrieb mit ihr ein Atelier für künstlerische Gebrauchskeramik in Goslar (Werkstatt) und Berlin.
1890 ging Hildegard Lehnert nach Paris, um Landschaftsmalerei zu studieren. Sie studierte dort bei Edmond Yon, der vor allem naturgetreue stimmungsvolle Landschaften und Uferszenen der Flüsse malte.
Seit 1891 arbeitete sie selbstständig. In den folgenden Jahren unternahm sie Studienreisen nach Italien, Skandinavien und an die deutschen Küsten. Sie malte überwiegend Stillleben und Landschaftsbilder.
Hildegard Lehnert zeigte ihre Werke regelmäßig auf Ausstellungen. Dazu gehörten die Ausstellungen des Künstlerinnenvereins, die Akademieausstellungen und die Großen Berliner Kunstausstellungen. 1893 stellte sie im Woman’s Building auf der Columbia-Weltausstellung in Chicago ein Blumenbild aus.

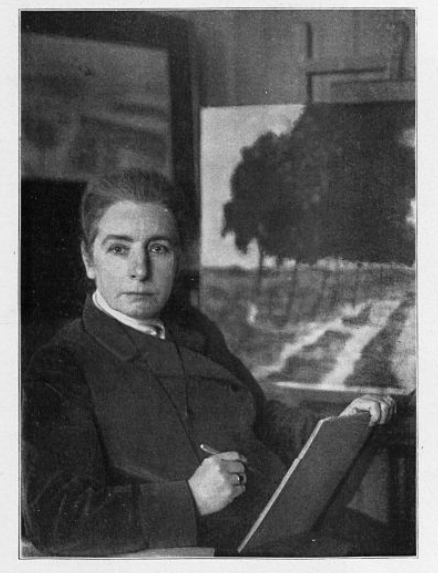
Hildegard Lehnert, 1908; Fotografie von Marta Wolff

1897 veröffentlichte Hildegard Lehnert ein Buch über ihren Großvater, den Medailleur Henri François Brandt. Darin finden sich neben der chronologischen Zusammenstellung der von ihm geschaffenen Werke auch Aufzeichnungen über sein Leben und Schaffen in der Schweiz, in Italien und Frankreich und zum Schluss in Berlin.
Sie war Mitglied im Verein der Berliner Künstlerinnen 1867 und in der Kunstschule des Vereins tätig. Ende der 1880er Jahre waren unter anderem Käthe Kollwitz und Paula Modersohn-Becker dort Schülerinnen. Käthe Kollwitz unterrichtete später selbst dort. Von 1909 bis 1922 war Hildegard Lehnert Direktorin der Kunstschule. 

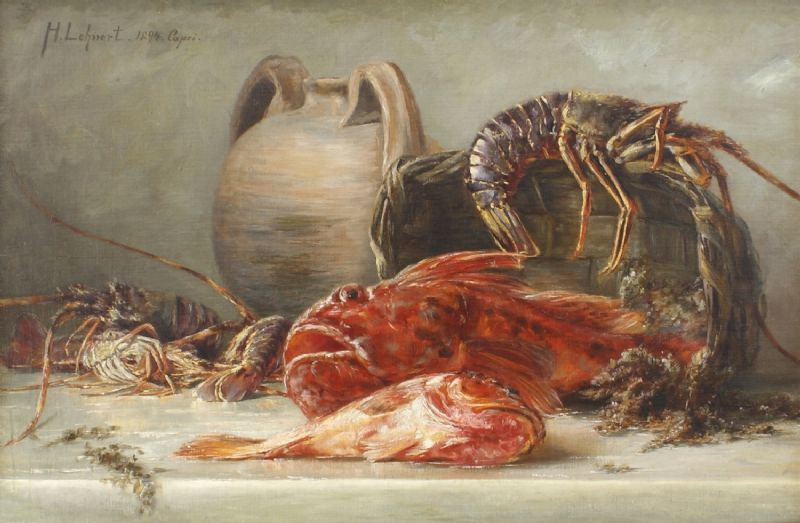
Stillleben mit Fischen und Langusten von Hildegard Lehnert, Capri 1894

In den 1890er Jahren wandte sich Hildegard Lehnert auch der Fotografie zu. Sie schrieb Artikel für Zeitschriften und zeigte eigene Fotos, überwiegend Landschaftsaufnahmen. Sie veröffentlichte in der seit 1887 herausgegebenen Zeitschrift Photographische Rundschau (so im Jahr 1900 Die Ausstellung für künstlerische Photographie in der Königl. Akademie der Künste Teil 1 und Schluss) und in Die Kunst in der Photographie, einer 1896 erstmals erschienenen Zeitschrift, die aus der Freien photographischen Vereinigung Berlin heraus entstanden war. Die Betonung letzterer lag auf künstlerischen Aspekten und dem ästhetischen Gehalt der Fotografie. Fotografie sollte als Kunstform anerkannt werden. Hildegard Lehnert schrieb 1900 die Artikel Das Motiv und seine Behandlung in der künstlerischen Photographie und Künstlerische Photographien von Frau Aura Hertwig, Charlottenburg.  Doch während man in den ersten Ausgaben noch anspruchsvolle und kenntnisreiche Artikel fand, nahmen diese nach 1900 stark ab und wurden dann komplett eingespart.
Hildegard Lehnert gehörte dem Hauptausschuss der Allgemeinen Deutschen Kunstgenossenschaft und dem Vorstand des Deutschen Kunstvereins an. Außerdem war sie Vorsitzende des Bundes Deutscher Künstlerinnen-Vereine.
Nachdem Hildegard Lehnert 1922 mit 65 Jahren die Schulleitung an der Kunstschule abgegeben hatte, malte sie weiterhin freiberuflich.
Ihre letzte Wohnadresse in Berlin befand sich in der Nähe des Viktoria-Luise-Platzes, in der Regensburger Straße 5.

## Veröffentlichungen
- Hildegard Lehnert: Henri François Brandt: erster Medailleur an der königlichen Münze und Professor der Gewerbe-Academie zu Berlin, (1789–1845); Leben und Werke. Berlin 1897. (Digitalisat abgerufen am 1. Januar 2022)
- Hildegard Lehnert: Die Ausstellung für künstlerische Photographie in der Königl. Akademie der Künste Teil 1 und Schluss. In: Die Photographische Rundschau 1900. Digitalisat. forgottenbooks.com; abgerufen am 2. Januar 2022
- Hildegard Lehnert: Das Motiv und seine Behandlung in der künstlerischen Photographie. In: Die Kunst in der Photographie. Berlin 1897. S. 17 ff.
- Hildegard Lehnert: Künstlerische Photographien von Frau A. Hertwig, Charlottenburg. In: Die Kunst in der Photographie. Berlin 1897. S. 21 ff.